# 属人器
属人器（ぞくじんき。英語: personal wares）は、茶碗など、特定の人だけが使う食器、工具などの道具のこと。ヨーロッパや中国などでは一般的でなく、日本や朝鮮の食文化の特徴のひとつとされる。

## 概要
考古学者の佐原真が用い始めた用語である。
一回の食事ごとにある一人に割り当てられる銘々器（individual wares）に対し、属人器は食器そのものが特定の人が常に使うものとして認識されている食器である。言い換えれば、属人器以外の銘々器は、一回の食事ごとに持ち主が定められる一時的な属人器ともいえるが、長期的にみると家族などで共用の食器である。また、中華料理の大皿のように一回の食事の中でも複数人で取り分けて使う食器は共用器（common wares）と呼ぶ。西アジアやアフリカには銘々器を使わず、共用器と手だけで食事をする例もある。
家庭においてはご飯茶碗や箸などが代表的な属人器だが、複数をセットで買い揃えることが多いティーカップやスプーンといった食器は属人器にはなりにくい。家庭はいうまでもなく、オフィスでも各人が湯飲みやマグカップを持ち込み、自分専用に使うのは日本では当たり前の光景である。
葬儀の出棺の際にご飯茶碗を割る風習が日本の本土各地にある。
また岡山県や京都府の一部では娘の嫁入りの際にご飯茶碗を割る風習をもつ地域もある。
これらは、ご飯茶碗が持ち主個人の物という考えが強いため他の人では使いづらく、不要になった（あるいは故人を思い出す）物を処分した行為が転じて、茶碗を割ることにより「貴方のご飯茶碗はなくなったから、もう食事は出しません。（成仏して）戻ってこないでください。」という意味になったと思われる。
中国の影響が強かった琉球王国では茶碗や箸も銘々器が使用されていた。このため、沖縄県では必ずしも属人器は使われていない。沖縄県では葬儀にご飯茶碗が割られることがあっても、実際は銘々器であることも多い。
儒教に基づいて年長者を敬い、日本による統治が行われた時期がある大韓民国でも、近年は磁器のご飯茶碗、汁椀、箸、匙などの属人器があり、葬儀の際に割る風習も存在する。

## 歴史
日本では文様が付いている縄文土器が属人器となっていた例も想像されるが、明白な証拠がある例では、平城京遺跡から、個人のあだ名を墨書した土器が出土しており、遅くとも奈良時代には生まれていたことが分かる。
各自が箱膳とよばれる銘々の膳に、箸、食器などを出し入れし使っていた。これを背景として広がった習慣とされている。
また、今日まで属人器の習慣が一般的だった要因として、一般家庭において同形状の食器をセットで複数買い揃えることが難しかったこと。消耗頻度の違いから個別に買い揃える必要があった事。夫婦茶碗に見られるように、個々人の食事量の違いなどを考慮したこと等が考えられる。

## 例
- 箸
- 茶碗
- 湯のみ
- マグカップ
  - 秋岡芳夫によれば、このほかにも玄翁など職人の道具も属人器。また、漁師、猟師などが使う道具にも他人には使わせないものがあり、属人器となっている。